# Pokabius pungonius
Pokabius pungonius är en mångfotingart som först beskrevs av Chamberlin 1912.  Pokabius pungonius ingår i släktet Pokabius och familjen stenkrypare. Inga underarter finns listade i Catalogue of Life.